# Muhammad ibn al-Uthaymin

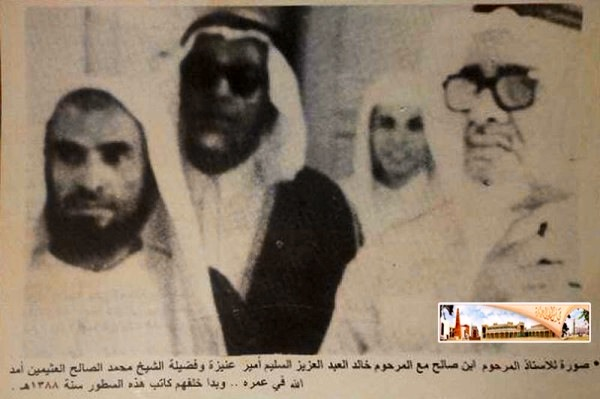
Muhammad ibn Uthaimin mit Ibn Saleh und Chalid as-Sulaim 1968

Muhammad ibn Salih al-Uthaymin oder Scheich Uthaimin (arabisch محمد بن صالح العثيمين; vollständiger Name: Abu Abdallah Muhammad ibn Salih ibn Muhammad ibn Sulayman bin Abd ar-Rahman al-Uthaymin al-Wahibi at-Tamimi / أبو عبد الله محمد بن صالح بن محمد بن سليمان بن عبد الرحمن العثيمين الوهيبي التميمي / Abū ʿAbd Allāh Muḥammad b. Ṣāliḥ b. Muḥammad b. Sulaimān b. ʿAbd ar-Raḥmān al-ʿUṯaimīn al-Wahībī at-Tamīmī; geb. 1929 in Unaiza, Saudi-Arabien; gest. 10. Januar 2001 in Mekka, Saudi-Arabien) war ein islamischer Gelehrter im zweiten Teil des 20. Jahrhunderts in Saudi-Arabien.

## Leben
Er wurde in jungen Jahren Hāfiz und studierte bei Gelehrten wie ʿAbd ar-Rahmān as-Saʿdī, Muhammad asch-Schanqiti und Abd al-Aziz ibn Baz. Er spezialisierte sich zunehmend auf das Thema Fiqh und schrieb über fünfzig Bücher dazu. Einige seiner Werke wurden auch ins Deutsche übersetzt.
Al-Uthaymin betonte im Sinne der Lehre Muhammad ibn ʿAbd al-Wahhābs, dass alle juristischen Entscheidungen direkt auf einem Beleg aus dem Koran oder der Prophetenüberlieferung (Sunnah) zu beruhen haben. Der Konsens der Gelehrten (Idschmāʿ) sei nur gültig, wenn er durch solche Belege abgedeckt sei.
Ibn al-Uthaymin war auch bekannt für seine Lehre der Sunnah und seine Lehre im Fiqh, noch heutzutage werden seine Bücher gelesen und erklärt. 
Bis kurz vor seinem Tod unterrichtete er Islamisches Recht (Fiqh, Scharia) an der Imam-Muhammad-ibn-Saud-Universität. Er war Mitglied des Konsultativrats, der die Aufgabe hat, die Regierung zu beraten, und im Hohen ʿUlamā'-Rat Saudi-Arabiens, der aus den 18 bedeutendsten Rechtsgelehrten des Landes besteht. Er war ebenfalls Imam  der großen Moschee in seiner Geburtsstadt Unaiza.
Ihm wurde am 8. Februar 1994 der Internationale König-Faisal-Preis für Verdienste um den Islam verliehen. Als Abd al-Aziz ibn Baz, der damalige Großmufti Saudi-Arabiens, im Jahre 1999 verstarb, lehnte al-Uthaymin es ab, seine Nachfolge anzutreten.

## Bekannte Werke

### Tafsīr
- Tafsīr Āyat al-Kursī
- Tafsīr Dschuzʾ ʿAmma
- Tafsīr Sūrat al-Baqara
- Tafsīr Sūrat al-Kahf
- Tafsīr Basmala

### Hadith
- Kitāb al-ʿIlm
- Mustalah al-Hadīth

### ʿAqīda
- ʿAqīdat Ahl as-Sunna wa-l-Dschamāʿa
- al-Qawāʿid al-Muthlā fī Sifāt Allāh wa-Asmāʾihi l-Husnā
- al-Qawl al-Mufīd ʿalā Kitāb at-Tawhīd
- Scharh al-ʿAqīda al-Wāsitiyya
- Scharh al-ʿAqīda at-Tahāwiyya
- Scharh al-ʿAqīda al-Hamawiyya
- Scharh Kaschf asch-Schubuhāt
- Scharh Lumʿat al-Iʿtiqād
- Scharh Usūl al-Īmān
- Scharh Usūl ath-Thalātha

### Fiqh
- Fiqh al-ibādāt
- Fatāwā Arkān al-Islām
- Madschmāʿ al-Fatāwā
- asch-Scharh al-Mumtiʿ ʿalā Zād al-Mustaqniʿ
- Scharh ʿUmdat al-Ahkām